# Dècada del 720 aC
La dècada del 720 aC comprèn el període que va des de l'1 de gener del 729 aC fins al 31 de desembre del 720 aC.

## Esdeveniments
- Babilònia s'independitza d'Assíria
- Fi de les guerres messènies amb la victòria d'Esparta
- Assíria envaeix el nord d'Israel
- Els escites arriben a Rússia
- Auge agrícola a la Xina
- Fundació de l'Estat xinès de Zōu

## Personatges destacats
- Piankhi